# Pufuleți
Pufuleții de porumb sau puffcorn sunt cereale umflate⁠(d) sau extrudate⁠(<span title="Extrudarea alimentelor|extrudate la Wikidata">d) preparate din făină de porumb și coapte. Produsele sub numele de puffcorn (în loc de termenul mai generic de pufuleți de porumb), în special, pot fi făcute să arate similar cu floricelele de porumb, deși acesta din urmă sunt fabricate din cereale integrale.
Pufuleții sunt o gustare de porumb pufos extrudat, care face parte din grupul de gustări produse cu făină de porumb, orez, grâu, sau alte cereale. Pufuleții sunt adesea aromați cu brânză, caramel, ulei, chili, ceapă, sau praf de usturoi, și multe alte condimente. Tipurile de pufuleți pot varia în lungime, densitate, duritate, prospețime, consistență și culoare, mai ales atunci când se utilizează diferite procente de făină de ovăz.
Pufuleții sunt cunoscuți sub numele de cereale pentru micul dejun funcționale gata de consum sau o gustare funcțională extrudată. Unele boabe de puf se fac cu făină de ovăz, semințe de in și semințe de chia. Datorită beneficiilor pentru sănătate, a existat un interes crescut pentru dezvoltarea alimentelor funcționale care conțin chia. Extrudarea s-a dovedit a fi o metodă eficientă pentru încorporarea altor ingrediente funcționale în produsele alimentare.

## Procesul de fabricație
Pufuleții, la fel ca alte produse umflate, cum ar fi cerealele și pâinea crocantă sunt prelucrate de  gătit de extrudare printr-un extruder.  Acesta este un proces termodinamic în care aluatul este trecut printr-un tub și încălzit sub o anumită cantitate de presiune. Produsul din aluat de pufuleți este apoi forțat printr-o deschidere îngustă numită matriță și, pe măsură ce se eliberează, schimbarea presiunii și a temperaturii determină umflarea produsului, dând textura și consistența puffcornului. Diferitele forme și texturi ale pufuleților sunt manipulate de matrița de la capătul extruderului și de tipul de extruder utilizat. Tipurile specifice de mărime a cerealelor amidonului necesare în timpul procesării depind, de asemenea, de tipul de gustare în sine; de exemplu, dacă gustarea pufuleților necesită o structură fină cu pori mici, ar trebui utilizat un extruder cu granulație mai mică, în timp ce pufuleții mai crocanți ar necesita o granulație mai mare.

## Valoare nutrițională
Pufuleții fără aditivi, obținuți prin extrudare, sunt o sursă bogată de carbohidrați ușor digerabili (aproximativ 71,3 g la 100 g de chipsuri), precum și proteine (8,9 g) și fibre (7,6 g). Conțin puțină grăsime (în funcție de producător de la 1 la 3 g la 100 g de chipsuri). Puterea calorică este de aproximativ 352 kcal / 100g.
Chipsurile prăjite conțin mult mai multă grasime (chiar și peste 25%), iar conținutul lor caloric ajunge la 500 kcal/ 100g.
Carbohidrații conținuți în chipsurile de porumb au un nivel ridicat al indicelui glicemic. Chipsurile sunt, de asemenea, surse de zeaxantină, luteină si seleniu, precum și fier, fosfor si magneziu.